# Rutilus
Rutilus (babuștele) este un gen de pești de talie mijlocie sau mică (13-70 cm), din familia ciprinidelor care populează apele dulci din lacurile și râurile de șes din Europa și Asia. Rutilus au o mare diversitate de specii în sudul Balcanilor și taxonomia lor este departe de a fi stabilită, cea mai nouă specie (Rutilus albus) a fost recent descrisă în 2010. Diversitatea ecologică a speciilor de Rutilus variază de la bine-cunoscuta babușcă (Rutilus rutilus) euritopă până la speciile criptice, cum ar fi babușcă de Tur (Rutilus virgo) aproape nestudiată. Rutilus sunt foarte abundente în multe bazine de apă lacustre și de câmpie și sunt o componentă importantă în lanțurile trofice și joacă un rol-cheie în structura ecosistemelor.

## Particularități anatomice
Pești de talie mică sau mijlocie (13-70 cm). Corpul este alungit sau relativ înalt, slab comprimat lateral, în secțiune eliptic. Capul comprimat lateral. Ochii sunt situați în jumătatea anterioară a capului și privesc lateral. Spinarea și abdomenul înaintea ventralelor, rotunjit. Abdomenul, în urma înotătoarei ventrale (între ventrale și anus) este rotunjit sau slab comprimat formînd o carenă slabă acoperită cu solzi îndoiți la mijloc. 
Corpul este acoperit cu solzi cicloizi. Solzii sunt groși, persistenți, imbricați, mari sau mijlocii, bine fixați. 
Gura terminală sau subterminală, semiinferioară sau inferioară, semilunară și mică, marginea inferioară a mandibulei depășește puțin marginea anterioară a ochiului.  Buzele subțiri, cea inferioară dezvoltată numai la colțurile gurii. Fără mustăți. Gura (fălcile și palatul cavității bucale) este lipsita de dinți. Au dinți faringieni dispuși pe un rând (6—5, adică 6 dinți pe stânga și 5 pe dreapta; rareori 6—6 sau 5—5); cei anteriori rotunjiți, cu coroana conică, cei posteriori retezați sau încârligați la vârf, uneori cutați, cu coroana teșită și puțin îndoită în croșet. 
Au o singură înotătoare dorsală. Înotătoarea dorsală se inserează deasupra bazei înotătoarelor ventrale, puțin în urma marginii anterioare a acestei baze. Înotătoarea anală se inserează mult în urma înotătoarei dorsale. Înotătoarea dorsală cu 7—11 (12), iar  cea anală cu 7—13 radii divizate; ultima radie simplă a acestor înotătoare neosificată. Înotătoarele ventrale în poziție abdominală. Înotătoarea caudală puternic excavată. 
Linia laterală este completă, ușor îndoită în jos, cu 33—67 de solzi. Spinii branhiali scurți, rari, puțin numeroși, în număr de 6—17 pe primul arc branhial. 
Tubul digestiv doar cu puțin mai lung decât corpul. Intestinul scurt. Peritoneul deschis la culoare, mai rar întunecat. 

## Habitatul și comportamentul
Trăiesc în apele stătătoare și curgătoare de la zona inferioară a păstrăvului până la apele salmastre de la gurile râurilor. Multe specii sunt prezente în lacurile de mare altitudine. Toate speciile sunt gregare și au tendința de se aduna în cârduri mari care pot fi compuse din mii de exemplare.

## Distribuția geografică
Genul Rutilus este răspândit în aproape toată Europa și vestul Asiei. În Europa există mai multe specii, dintre care multe sunt endemice cu un areal restrâns, de multe ori fiind pe cale de dispariție datorită factorilor antropici și introducerii speciilor alogene invazive. În special, genul este bogat în specii în sudul Balcanilor.

## Hrana
Majoritatea speciilor sunt omnivore, hrănindu-se cu macroinvertebrate și microinvertebrate, dar consumă într-o măsură mai mare sau mai mică substanțe vegetale și detritus organic. 

## Reproducerea
Reproducerea are loc în grupuri de la sfârșitul primăverii până la începutul verii, dar speciile policiclice, pot depune icre  chiar și la sfârșitul verii și toamna. 

## Importanța
Speciile din genul Rutilus sunt o componentă importantă în lanțurile trofice al multor ecosisteme de apă dulce, în care joacă de multe ori un rol-cheie.

## Sistematica
Sunt cunoscute 17 specii 
- Rutilus albus Marić, 2010 - Muntenegru.
- Rutilus aula (Bonaparte, 1841) - Croația; Italia; Slovenia; Elveția.
- Rutilus basak (Heckel, 1843) - Albania; Bosnia și Herțegovina; Croația.
- Rutilus caspicus (Jakovlev, 1870) - Azerbaidjan; Iran; Kazahstan; Federația Rusă.
- Rutilus frisii (Nordmann, 1840) - Azerbaidjan; Bulgaria; Iran; Kazahstan; România, Federația Rusă; Turcia; Turkmenistan; Ucraina.
- Rutilus heckelii (Nordmann, 1840) - Bulgaria; Grecia; Moldova; România; Federația Rusă; Turcia; Ucraina.
- Rutilus karamani Fowler, 1977 - Albania; Macedonia; fosta Republică Iugoslavă; Muntenegru.
- Rutilus kutum (Kamensky, 1901) - Rusia, Azerbaidjan, Iran, Turkmenistan.
- Rutilus meidingerii (Heckel, 1851) - Slovacia, Germania, Austria.
- Rutilus ohridanus (S. L. Karaman, 1924) - Albania; Macedonia; fosta Republică Iugoslavă; Muntenegru.
- Rutilus panosi Bogutskaya & Iliadou, 2006 - Grecia.
- Rutilus pigus (Lacépède, 1803) - Franța; Italia; Elveția.
- Rutilus prespensis (S. L. Karaman, 1924) - Albania; Grecia; Macedonia; fosta Republică Iugoslavă.
- Rutilus rubilio (Bonaparte, 1837) - Italia.
- Rutilus rutilus (Linnaeus, 1758) - Afganistan; Albania; Andorra; Armenia; Austria; Azerbaidjan; Belarus; Belgia; Bosnia și Herțegovina; Bulgaria; China; Croația; Republica Cehă; Danemarca; Estonia; Finlanda; Franța; Georgia; Germania; Grecia; Ungaria; Iran; Irlanda; Insula Man; Italia; Insula Jersey; Kazahstan; Kârgâzstan; Letonia; Liechtenstein; Lituania; Luxemburg; Macedonia, Fosta Republică Iugoslavă; Moldova; Mongolia; Muntenegru; Olanda; Norvegia; Polonia; România; Federația Rusă; Serbia; Slovacia; Slovenia; Spania; Suedia; Elveția; Tadjikistan; Turcia; Ucraina; Marea Britanie; Uzbekistan.
- Rutilus virgo (Heckel, 1852) - Austria; Bosnia și Herțegovina; Bulgaria; Croația; Republica Cehă; Germania; Ungaria; Italia; Macedonia, Fosta Republică Iugoslavă; Muntenegru; Polonia; România; Serbia; Slovacia; Slovenia; Ucraina.
- Rutilus ylikiensis Economidis, 1991 - Grecia.

## Specii din România
- Rutilus rutilus  (Linnaeus, 1758) = Babușcă, ocheană
- Rutilus heckelii (Nordmann, 1840) = Tarancă
- Rutilus frisii (Nordmann, 1840) = Virozub, virezub
- Rutilus virgo (Heckel, 1852) = Babușcă de Tur